# 江尾站
江尾站（日语：／ Ebi eki */?）是位於鳥取縣日野郡江府町大字江尾字中屋敷，西日本旅客鐵道（JR西日本）的伯備線車站。為江府町代表車站。

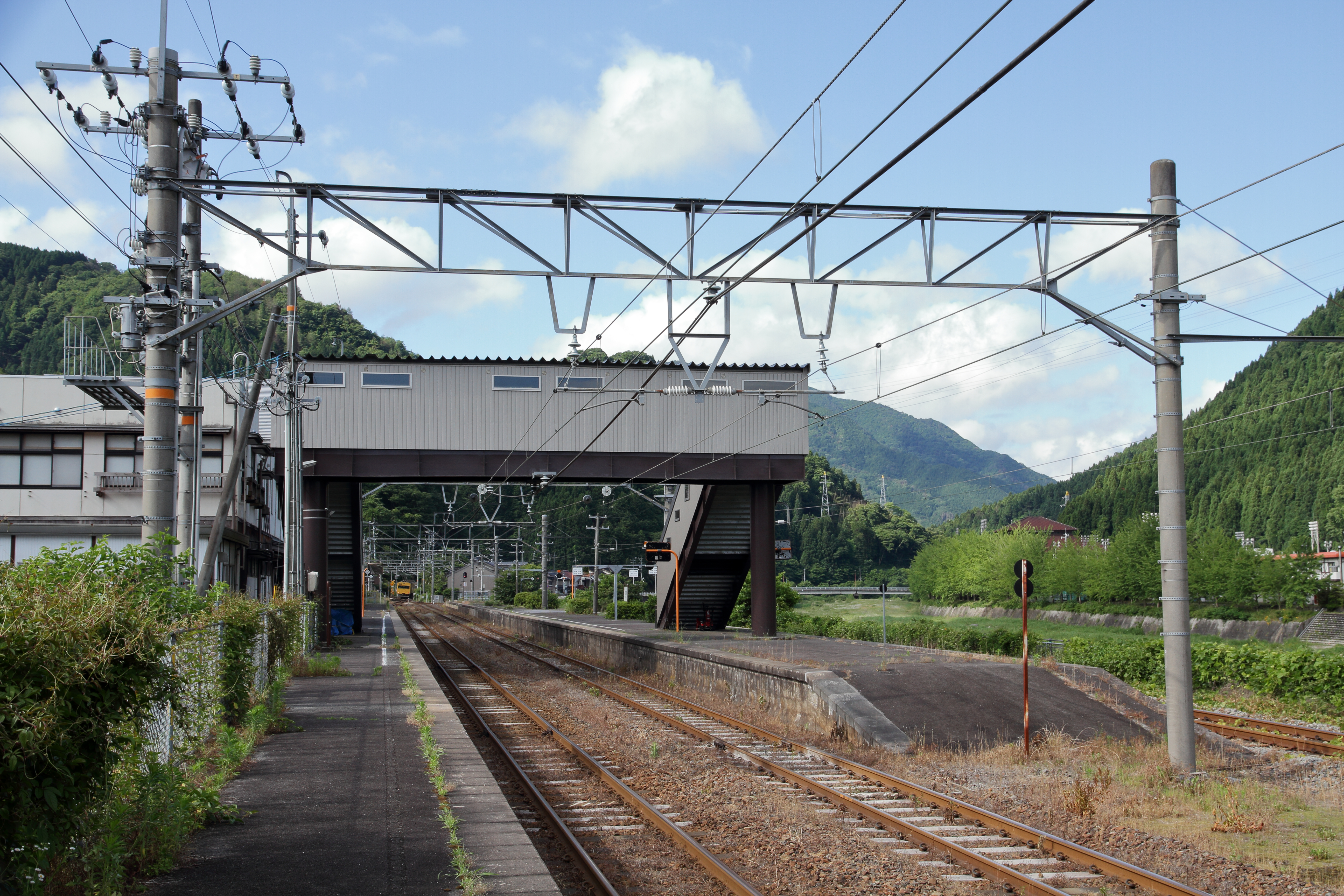
月台（2024年6月）

## 歷史
- 1922年（大正11年）
  - 3月25日 - 伯備北線伯耆溝口站至此站開業，此終點站啟用。
    - 當時車站地址為鳥取縣日野郡江尾村大字江尾字中屋敷。

  - 7月30日 - 伯備北線延長至根雨站，成為中途站。
- 1928年（昭和3年）10月25日 - 伯備北線成為伯備線一部分。
- 1947年（昭和22年）10月1日 -  隨著江尾村實施町制，成為江尾町，車站地址為鳥取縣日野郡江尾町大字江尾字中屋敷。
- 1953年（昭和28年）6月1日 - 隨著江府町成立，車站地址為鳥取縣日野郡江府町大字江尾字中屋敷。
- 1987年（昭和62年）4月1日 - 伴隨國鐵分割民營化，車站由西日本旅客鐵道（JR西日本）營運。
- 1997年（平成9年）3月 - 現時車站大樓竣工。

## 車站構造
本站是地面車站，設有2面3線的單式、島式月台，可進行列車交會與待避。站房位於1號月台（單式月台）旁邊，月台之間設有跨線橋連接。本站由米子站管理，為簡易委託車站。站房內同時為江府町商工會等多用途設施，並設有售票櫃臺（POS終端）。

### 月台
| 月台 | 路線   | 上下行 | 方向           | 備註           |
| ---- | ------ | ------ | -------------- | -------------- |
| 1    | 伯備線 | 上行   | 新見、岡山方向 |                |
| 2    | 伯備線 | 下行   | 米子方向       |                |
| 3    | 伯備線 | 下行   | 米子方向       | 待避特急時使用 |
| 3    | 伯備線 | 上行   | 新見、岡山方向 | 待避特急時使用 |

1號月台為上行本線，2號月台為下行本線，3號月台為上下行副本線，可讓試行列車與臨時列車折返至米子方向。

## 使用狀況
以下為近年1日平均上下車人次列表：
| 乘車人次變化 | 乘車人次變化      |
| 年度         | 1日平均上下車人次 |
| ------------ | ----------------- |
| 2012年       | 186               |
| 2013年       | 163               |
| 2014年       | 142               |
| 2015年       | 156               |

## 車站周邊
- 江府町公所
- 江尾郵局
- 山陰合同銀行
- 國道181號（日语：国道181号）
- 國道183號（日语：国道183号）
- 國道482號（日语：国道482号）

## 相鄰車站
西日本旅客鐵道
 伯備線
武庫－江尾－（上溝口號誌站）－伯耆溝口

## 注腳
1. ↑  国土数値情報(駅別乗降客数データ)  （页面存档备份，存于） - 國土交通省，2019年7月4日參閲

## 外部連結
- 江尾｜車站資訊：JR出門網 - 西日本旅客鐵道